# Thaumatometra septentrionalis
Thaumatometra septentrionalis is een haarster uit de familie Antedonidae.
De wetenschappelijke naam van de soort werd in 1923 gepubliceerd door Austin Hobart Clark.